# 歯舞駅
歯舞駅（はぼまいえき）は、かつて北海道根室市（開業当時は根室支庁花咲郡歯舞村）に存在した根室拓殖鉄道の駅（廃駅）である。簡易軌道も含めた日本の最東端に位置する駅であった。

## 歴史
- 1929年（昭和4年）12月27日 - 根室拓殖軌道の婦羅理駅 - 当駅間の路線延長に伴い、終着駅として開業する。
- 1932年（昭和7年）7月 - 移設。
- 1945年（昭和20年）4月1日 - 根室拓殖鉄道の駅となる。
- 1959年（昭和34年）6月20日 - 路線廃止に伴い廃駅となる。

## 駅構造
転車台、駅員宿舎、倉庫があった。

## 駅周辺
- 根室市立歯舞診療所
- 根室市立歯舞中学校

### アクセス
- 根室交通バス納沙布線歯舞停留所

## 駅跡
当駅跡の敷地に、根室市立歯舞診療所が建てられている。

## 隣の駅
根室拓殖鉄道
根室拓殖鉄道線
婦羅理駅 - 歯舞駅